# Ducati 750 Supersport
Ne doit pas être confondu avec Ducati 750 Super Sport.
La 750 SS ou 750 Supersport est un modèle de moto sportive construit par Ducati.

## 750 SS
La 750 SS à courroies apparaît en 1991, deux ans après la 750 S qui s'inspire visuellement de la 900 SS de 89.
Le modèle de 1991 est un peu particulier. Il reprend le moteur de la 750 Paso et 750 S avec son embrayage à sec inversé, lui-même dérivé de celui de la 750 F1 : la culasse du cylindre arrière est retournée pour permettre l'utilisation de carburateurs double corps ou couplés. Sur la 750 SS, ce sont des carburateurs Mikuni de 38 mm de diamètre qui sont utilisés. La boîte de vitesses est une cinq rapports que l'on retrouve pas mal dans la production Ducati. Pour augmenter la fiabilité du moteur, les pistons haute compression sont abandonnés, perdant ainsi quelques chevaux par rapport à ses prédécesseurs.
La suspension (fourche inversée et combiné arrière) est confiée entièrement à Showa au détriment des traditionnels éléments Marzocchi. Le freinage est Brembo de la série or : quatre pistons opposés à l'avant (un seul disque de 320 mm) et deux pistons opposés à l'arrière (disque de 245 mm). Ce modèle abandonne les jantes de 16" utilisées sur la 750 S et la Paso contre du 17" Brembo plus classique. La décoration s'inspire de la 851 de Raymond Roche, championne du monde l'année précédente : cadre blanc et jantes blanches. Ce modèle n'existe qu'en semi-caréné contrairement à la 900 qui est proposée en carénage intégral.
En 1992, quelques changements sont opérés sur le moteur : il est équipé d'un embrayage à bain d'huile issu du Pantah. Un radiateur d'huile fait son apparition. Les jantes deviennent noires s'inspirant de la 851/888 de Doug Polen. Un deuxième disque de frein avant est disponible en option. Un modèle noir a été produit en très petite quantité.
En 1993, le cadre devient bronze et le bras oscillant en aluminium est remplacé un modèle en acier.
En 1994, les jantes passent à leur tour en bronze. Le deuxième disque optionnel passe de série. Un kit de réchauffage de carburateurs fait son apparition pour éviter les problèmes de givrage liés aux Mikunis.
En 1995, la fourche Showa est remplacée par une Marzocchi de 40 mm. Le combiné Showa est remplacé par un Sachs.
En 1997, le carénage intégral est proposé, avec une entrée d'air supplémentaire pour refroidir le cylindre arrière.
En 1998, comme la 900, elle est remplacée par un modèle avec une nouvelle esthétique et utilisant une alimentation à injection.

## 750 SS i.e.
Ducati présente au salon de Munich de 1998 la remplaçante.

## Sources
1. 1 2 3 4 5 6 7 8  Caractéristiques 750 SS.